# Synagoge (Kojetín)
Koordinaten: 49° 21′ 12,5″ N, 17° 18′ 4,1″ O

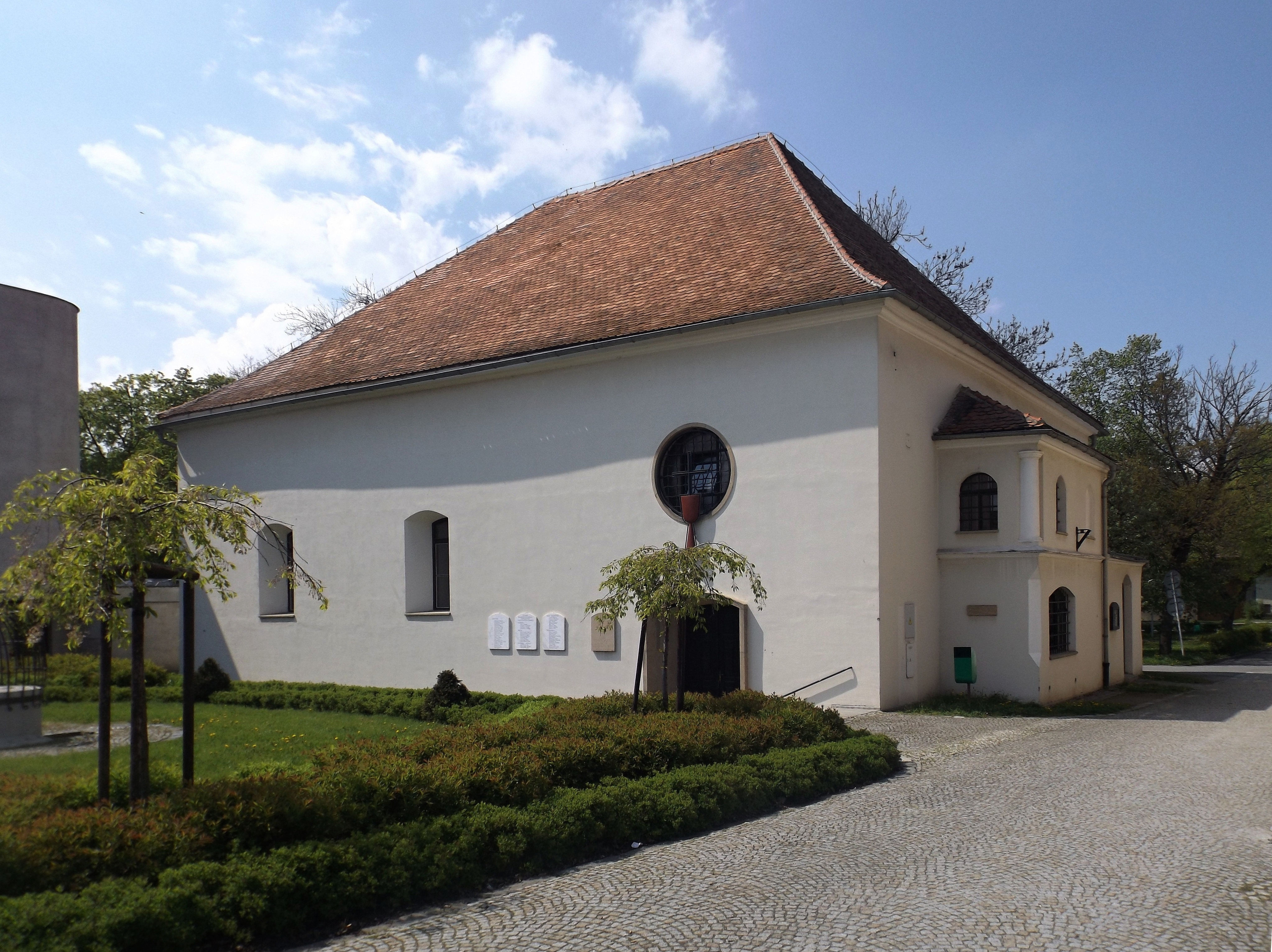
Synagoge in Kojetín

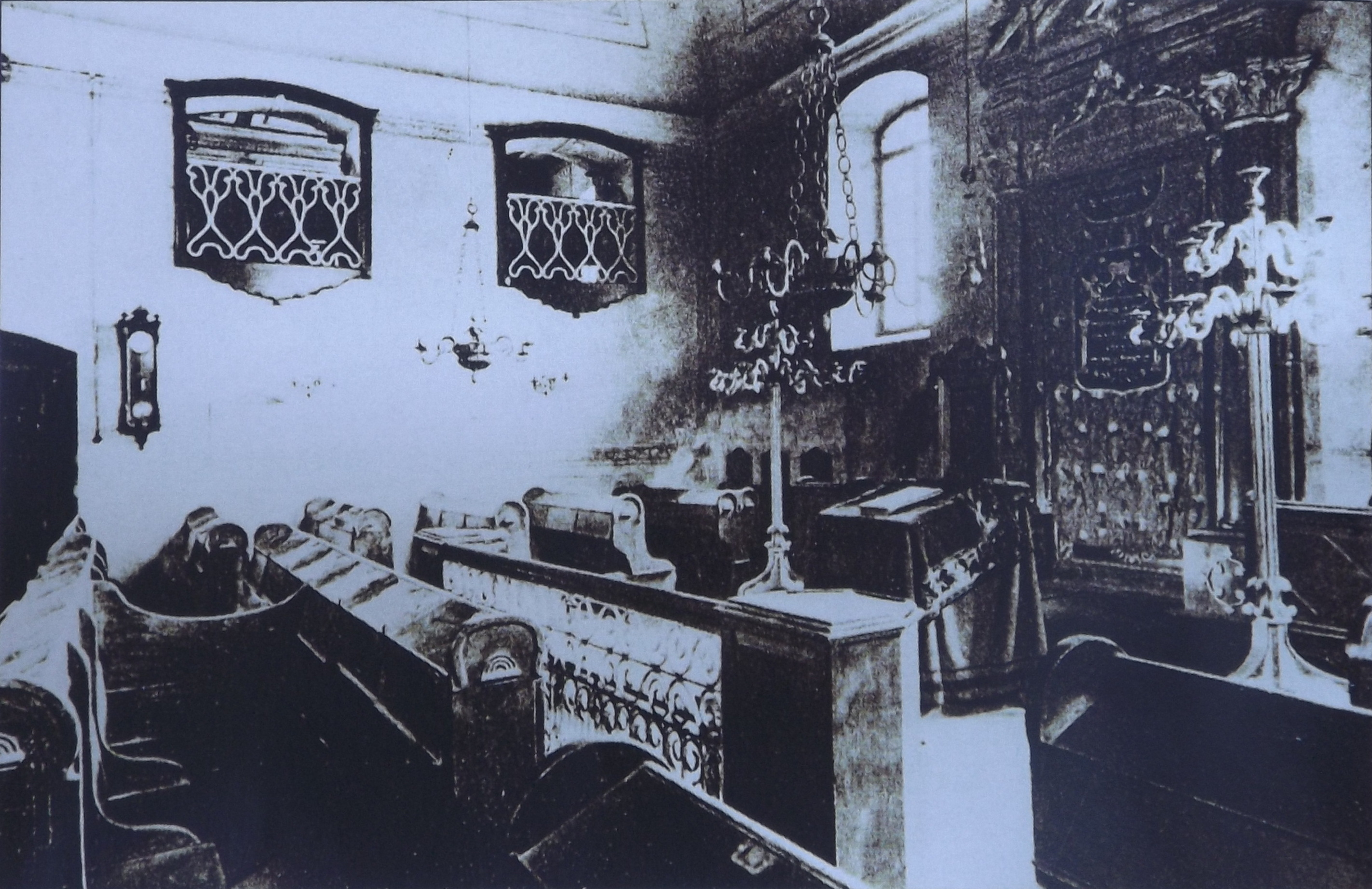
Innenansicht im Jahr 1931

Die Synagoge in Kojetín (deutsch Kojetein), einer Stadt in der Olmützer Region (Olomoucký kraj) in Tschechien, wurde 1718 errichtet. Die profanierte Synagoge ist seit 1998 ein geschütztes Kulturdenkmal.

## Geschichte
Das alte Synagogengebäude fiel einem Feuer zum Opfer und wurde im Jahre 1718 an gleicher Stelle, in einer Gasse zwischen Marktplatz und Stadtmauer, neu aufgebaut.
Die Synagoge wurde während des Novemberpogroms 1938 nicht zerstört, da man das Gebäude für eine Nutzung als Warenhaus vorgesehen hatte. Die Inneneinrichtung der Synagoge wurde dem Jüdischen Museum in Prag übereignet. Eine Gedenktafel erinnert an die Opfer der Shoah.
Heute dient die ehemalige Synagoge, das älteste Bauwerk der Stadt, der Hussitischen Kirche als Gotteshaus.